# Heteromysis elegans
Heteromysis elegans är en kräftdjursart som beskrevs av Brattegard 1974. Heteromysis elegans ingår i släktet Heteromysis och familjen Mysidae. Inga underarter finns listade i Catalogue of Life.